# Козловський Костянтин Степанович
Костянтин Степанович Козло́вський (нар. 3 червня 1906, Київ — пом. 7 березня 1975, Київ) — український радянський художник.

## Біографія
Народився 21 травня [3 червня] 1906 року в місті Києві (нині Україна). Упродовж 1922—1924 років навчався у Київському художньо-індустріальному технікумі, де його викладачами були зокрема Михайло Козик, Юхим Михайлів, Костянтин Єлева; у 1925—1930 роках — у Київському художньому інституті у Софії Налепинської-Бойчук і Іларіона Плещинського.
У 1930-х роках був репресований. Реабілітований у 1958 році. Помер у Києві 7 березня 1975 року.

## Творчість
Працював у галузі станкового живопису (створював пейзажі, портрети) і графіки (естампи, гравюри, екслібриси). Серед робіт:
живопис
- «Пиляр» (1929);
- «Зчищують сніг» (1929);
- «Межа осідлості» (1930);
- «Ґетто Єрусалимка» (1930);
- Портрет-дереворит Архипа Тесленка (1936)
- «Завод „Більшовик“» (1960–1970-ті);
- «Київський пам'ятник саперам» (1960–1970-ті);
- «Фонтан у Першотравневому парку» (1960–1970-ті);
- «Україно моя, Україно» (1960–1970-ті);
- «Стара панорама Дніпра» (1960–1970-ті);
- «Станція метро „Дніпро“» (1960–1970-ті);
- «Площа Богдана Хмельницького» (1960–1970-ті);
- «Автопортрет» (1960–1970-ті).

Автор екслібрисів Анни Ахматової (1965), Дмитра Гринька (1967), Віри Балабан, Б. Лівиха (1970), П. Амбура, С. Вуля, М. Дьоміна, Л. Житомирського, Я. Бердичевського (усі — 1970-ті роки).